# Andrew Donnal
Andrew Donnal (Monclova, 3 marzo 1992) è un giocatore di football americano statunitense che milita nel ruolo di offensive tackle per i Baltimore Ravens della National Football League (NFL).

## Biografia

### St. Louis/Los Angeles Rams
Dopo avere giocato al college a football ad Iowa, Donnal fu scelto nel corso del quarto giro (119º assoluto) del Draft NFL 2015 dai St. Louis Rams. Debuttò come professionista subentrando nella gara del secondo turno contro i Washington Redskins. Nella settimana 9 disputò la prima gara come titolare contro i Minnesota Vikings. La sua stagione da rookie si concluse con cinque presenze, di cui due come titolare.